# Scaphiophora
Scaphiophora es un género con dos especies de plantas con flores perteneciente a la familia Burmanniaceae.Es originario de Filipinas y Nueva Guinea.  Comprende 2 especies descritas y  aceptadas.

## Taxonomía
El género fue descrito por Rudolf Schlechter y publicado en Notizblatt des Botanischen Gartens und Museums zu Berlin-Dahlem 8: 39. 1921. La especie tipo es: Scaphiophora appendiculata (Schltr.) Schltr.

## Especies aceptadas
A continuación se brinda un listado de las especies del género Scaphiophora aceptadas hasta octubre de 2013, ordenadas alfabéticamente. Para cada una se indica el nombre binomial seguido del autor, abreviado según las convenciones y usos.
- Scaphiophora appendiculata (Schltr.) Schltr., Notizbl. Bot. Gart. Berlin-Dahlem 8: 39 (1921).
- Scaphiophora gigantea Jonker, Monogr. Burmann.: 257 (1938).